# Дикі жінки
«Дикі жінки» (англ. Lonesome Luke's Wild Women) — американська короткометражна кінокомедія режисера Хела Роача 1917 року.

## У ролях
- Гарольд Ллойд — Одинокий Люк
- Бібі Данієлс
- Снуб Поллард
- Бад Джеймісон
- Семмі Брукс